# マイケル・パークハースト
マイケル・パークハースト（Michael Parkhurst 、1984年1月24日 - ）は、アメリカ合衆国・ロードアイランド州プロビデンス出身の元プロサッカー選手。元サッカーアメリカ合衆国代表。現役時代のポジションはDF。

## 経歴

### クラブ
2005年のMLSスーパードラフトにて、全体9人目にニューイングランド・レボリューションの指名を受け入団。

### 代表
アイルランド系であるため、アイルランド共和国代表としてプレーすることも出来たが、アメリカ合衆国代表でのプレーを選んだ。2007年6月のトリニダード・トバゴ代表戦で代表戦初出場。
2014 FIFAワールドカップでは暫定登録メンバーに選ばれたが、最終登録メンバーからは外れた。

## タイトル

### クラブ
ニューイングランド
- USオープンカップ (1): 2007

ノアシェラン
- デンマーク・スーペルリーガ (1): 2011–12
- デンマーク・カップ (2): 2009–10, 2010–11

アトランタ・ユナイテッド
- USオープンカップ (1): 2019

### 代表
- CONCACAFゴールドカップ (2): 2007, 2013

### 個人
- MLSベストイレブン (1): 2007
- MLSフェアプレー賞 (3): 2007, 2008, 2014